# Chen Shui-bian
Pour les articles homonymes, voir Chen.
Dans ce nom chinois, le nom de famille, Chen, précède le nom personnel Shui-bian.
Chen Shui-bian [en chinois : 陳水扁, pinyin : Chén Shuǐbiǎn, EFEO : Tch'en Chouei-pien, Wade-Giles : Ch'en Shui-pien ; taïwanais : Tân Chúi-píⁿ] est un homme d'État taïwanais, né le 12 octobre 1950 à Tainan (Taïwan). Il est président de la république de Chine du 20 mai 2000 au 20 mai 2008.
Élu président en 2000, membre du Parti démocratique progressiste, partisan de l'indépendance de l'île par rapport à la Chine continentale, il est le premier chef de l'État à ne pas appartenir au Kuomintang, parti unique jusqu'en 1986. Réélu en 2004, il est accusé de corruption à partir de 2006.
Le 11 septembre 2009, Chen Shui-bian est jugé coupable de corruption et détournement de fonds et condamné par la justice taïwanaise à la réclusion criminelle à perpétuité.
En prison, il a tenté de se suicider en juin 2013. Il est libéré pour raisons médicales en 2015.

## Origines et famille
Contrairement à la majorité d'hommes politiques de l'île, Chen Shui-bian est né dans une famille de pauvres métayers, le deuxième jour du 9e mois de l'année lunaire, dans le canton de Kuantien, district de Tainan au sud de l'île. Son certificat de naissance date du 18 février 1951, soit quelques mois après sa naissance car ses parents ne pensaient pas qu'il survivrait longtemps.
Chen Shui-bian épouse Wu Shu-chen (zh), fille de médecin, en 1975. Un accident (1985, considéré par certains comme un attentat) l'a laissée paraplégique. De cette union naissent une fille Chen Hsing-yu (zh), qui est dentiste, et un fils Chen Chih-Chung (zh), qui après l'obtention de son diplôme d'avocat, continue ses études à l'université de Californie à Berkeley, États-Unis. Les deux enfants de Chen sont mariés, la fille en 2001, le fils en 2005.

## Formation
Malgré et en réaction à cet environnement peu propice, Chen réussit des études excellentes : en juin 1969, il obtient la seconde place au concours d'entrée des Universités et intègre l'université nationale de Taïwan. Il commence par des études d'administration des entreprises avant de se diriger rapidement vers le droit. Chen est reçu au barreau très rapidement et devient le plus jeune avocat de l'île. Il obtient un diplôme en droit commercial en 1974.

## Carrière professionnelle
De 1976 à 1989, Chen Shui-bian est associé chez Formosa International Marine and Commercial Law, une compagnie de droit maritime et commercial où il se spécialise en droit maritime et gère pour la firme le portfolio d'Evergreen Marine Corporation (EMC).

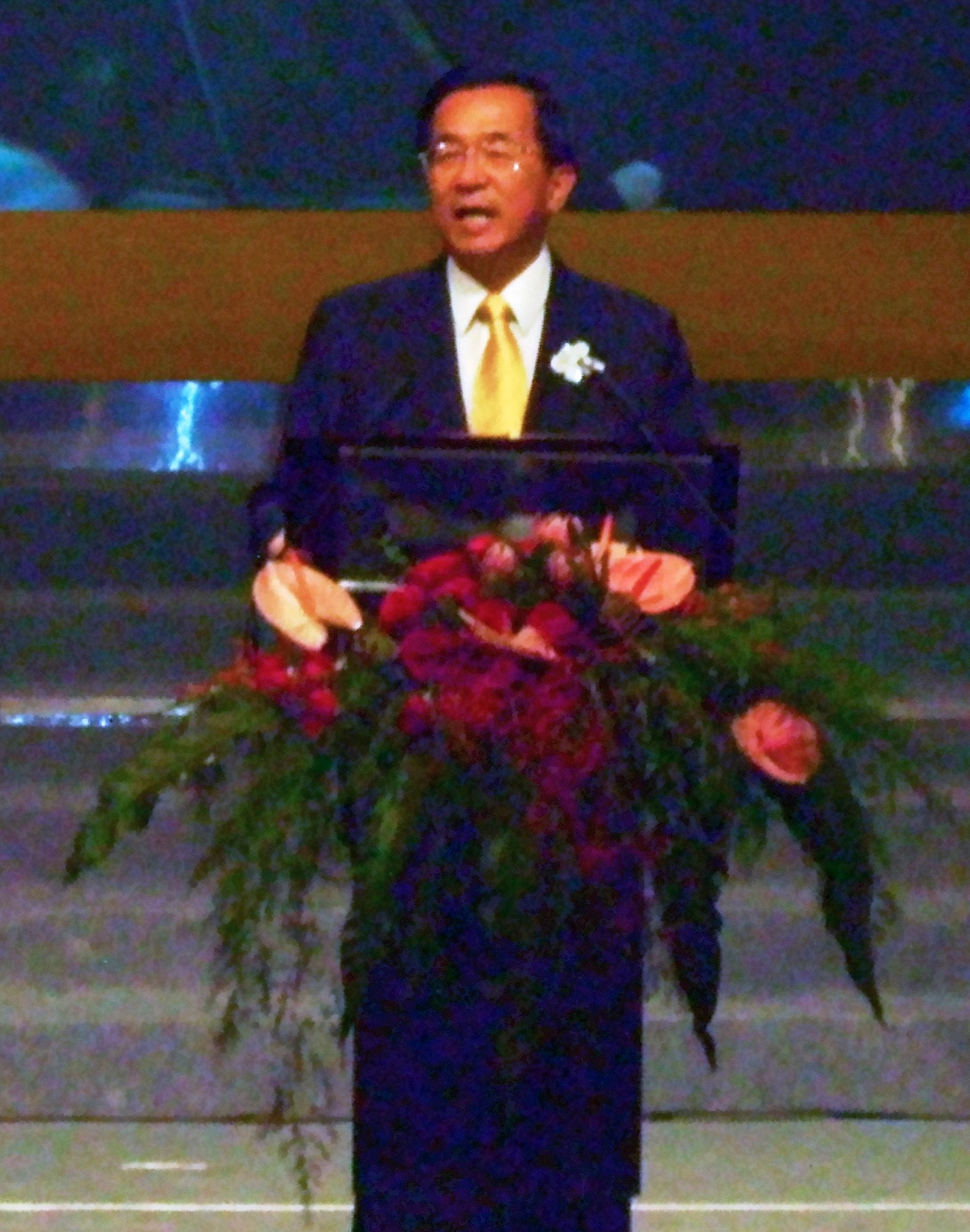
Chen Shui-bian en 2006.

## Président de la République

### Réélection présidentielle de 2004
Le 19 mars 2004, à la fin de la campagne électorale, Chen est victime d'un attentat. Un tireur isolé, sur la Chinhua Road, dans sa ville natale de Tainan, le blesse légèrement au ventre ainsi que Annette Lu Hsiu-lien.
Les circonstances mystérieuses de cet attentat suscitent alors diverses interprétations dont celle d'une mise en scène orchestrée par le président sortant lui-même pour s'attirer la sympathie des électeurs alors que selon les sondages il est en difficulté face à ses adversaires. Les partisans du Guomindang soutiennent cette hypothèse lors de l'élection mais elle se révèle infondée. La mise en état d'alerte de l'armée après l'attentat a empêché de nombreux militaires de voter. Cela a pu avoir un effet positif pour Chen, puisque les militaires votent traditionnellement pour le Guomindang : Chen a remporté l'élection de 30 598 voix d'avance, soit 50,11 % des voix contre 49,89 % à son adversaire Lien Chan.

### Scandale de corruption et campagne contre Chen Shui-bian

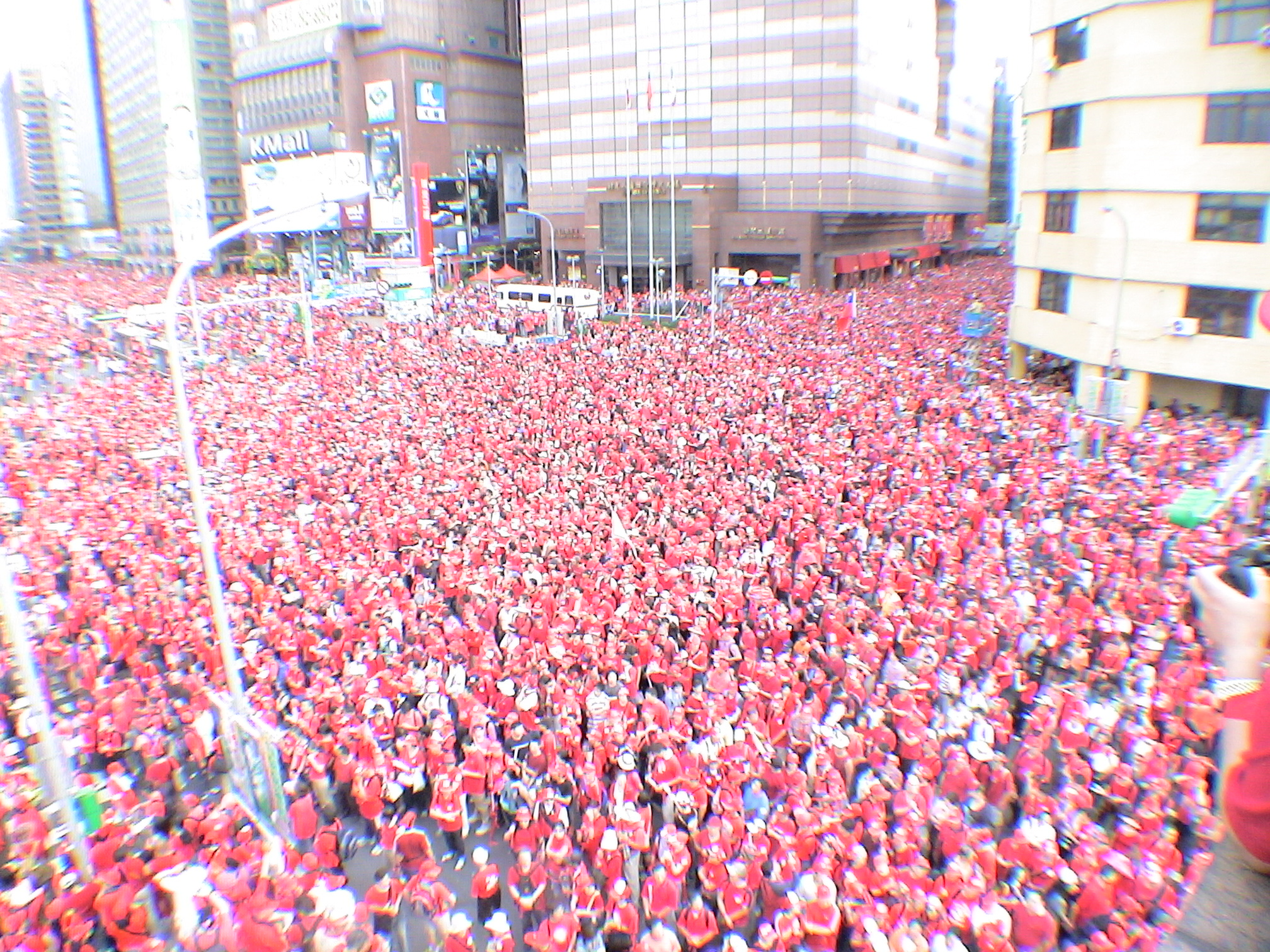
Des centaines de milliers de manifestants en chemises rouges autour de la résidence présidentielle à Taipei réclamant la démission de Chen Shui-bian, 2006.

Le 10 août 2006, le président du Parti progressiste démocratique, Shih Ming-te, lance une campagne nationale destinée à faire démissionner le président Chen Shui-bian. Des centaines de milliers de manifestants en chemise rouge se regroupent devant la résidence présidentielle à Taipei.
En mai 2006, le gendre de Chen, Chao Chien-ming (趙建銘) ainsi que le père de ce dernier Chao Yu-chu (趙玉柱) sont accusés de délit d’initié en matière de tractations boursières. Chao Chien-ming est condamné à une peine de détention de sept ans en décembre 2006, confirmée en juin 2007. Wu Shu-chen est également soupçonnée de malversations boursières et de corruption. Chen Shui-bian ne peut légalement être mis en examen durant son mandat. Une motion parlementaire de l’opposition pour le démettre de ses fonctions est déposée en juin 2006 puis rejetée. À partir de septembre 2006, un ensemble de manifestations est orchestré par Shih Ming-te (施明德) pour demander la démission de Chen. Une procédure légale est finalement entamée en novembre 2006 contre Wu Shu-chen et trois membres du bureau présidentiel pour détournement de fonds publics attribués pour des missions diplomatiques qui, selon les accusateurs, n’auraient pas eu lieu.

## Après la présidence
Le 20 mai 2008, au terme de son mandat, Chen Shui-bian perd son immunité et redevient simple citoyen avec interdiction de quitter Taïwan. Le 11 novembre de la même année, il est mis en examen pour corruption et arrêté. Le 11 septembre 2009, Chen Shui-bian est jugé coupable de corruption, détournement de fonds et blanchiment d'argent pour un montant de 490 millions NT$. Il est condamné par la justice taïwanaise à la réclusion criminelle à perpétuité et doit en outre verser une amende de 200 millions NT$. Il est ainsi le premier président taïwanais condamné à une peine de prison. Le 11 juin 2010, la Haute Cour de justice commute sa peine de prison à 20 ans, l'ayant reconnu innocent du détournement de certains fonds diplomatiques trois jours plus tôt. Le 19 août 2010, le parlement taïwanais vote un amendement proclamant que les anciens présidents et vice-présidents reconnus coupables de corruption ou de sédition se verraient destitués de leurs avantages (rente mensuelle de l'état, notes de frais, gardes du corps, etc.).
Le 2 juin 2013, incarcéré à la prison de Taichung, il tente de se suicider avec une serviette mais échoue,.
En janvier 2015, Chen Shui-bian est libéré de prison pour raisons médicales (mais sans diagnostic),. Une partie des termes de sa libération conditionnelle médicale stipule qu'il ne peut pas participer aux discussions politiques publiques. En janvier 2021, il lance une émission de radio à caractère apolitique.

## Image publique
Chen a suscité une grande polarisation sur la scène politique taïwanaise. Ses partisans ont vu en lui un chef visionnaire et courageux, défendant la démocratie et la souveraineté de Taïwan contre la Chine continentale. Ses adversaires, en revanche, lui ont reproché vivement son dogmatisme, son côté flamboyant irresponsable et le danger qu'il a fait courir aux habitants de l'île par ses décisions concernant les relations Taïwan-Chine. Des chercheurs et spécialistes en relations internationales pensent cependant que Chen Shui-bian aurait dû adopter une politique extérieure vis-à-vis de la Chine semblable à celle de la Finlande à l'égard de l'ancienne URSS : ceci aurait permis aussi bien de préserver la souveraineté de Taïwan que de sauvegarder les profits économiques de l'île.